# Aileen Morrison
Aileen Morrison (ur. 15 czerwca 1982 w Londonderry) – irlandzka triathlonistka.
Profesjonalna triathlonistka startująca w zawodach ITU od 2008. Jej największym sukcesem było zajęcie trzeciego miejsca podczas zawodów w Hamburgu zaliczanych do klasyfikacji Mistrzostw Świata ITU w 2010, w której ostatecznie zajęła 21. miejsce.